# Happy Monster Band
Happy Monster Band är en kortfilmsserie om sånger och vänskap. Det sändes på Playhouse Disney 2007. Serien började sändas den 1 oktober 2007 på Disney Channel's Playhouse Disney block i USA.

## Rollfigurer
- Frred - Frred är ett rött monster som älskar att ryta. Han är rund och fyrkantig och hans instrument är en elgitarr.
- L.O. - L.O. är ett gult monster som är ett geni och en god vän. Hans kroppsform är cylinder och rektangel och hans instrument är en basgitarr.
- Ink - Ink är ett skärt monster med tre ögon och är alltid glad. Hennes kroppsform är en cirkel och hennes instrument är trummor.
- Bluz - Bluz är ett blått pojkmonster som älskar att skrämma folk. Han har fyra ben. Hans kroppsform är en kvadrat och hans instrument är en keyboard.
- Roc och Raoul - Roc och Raoul är två monster som är programledare. Deras kroppsformer är trianglar och de har inga instrument.